# Гилл, Тони
Э́нтони Дин Гилл (англ. Anthony Dean Gill), более известный как То́ни Гилл (англ. Tony Gill; 6 марта 1968, Брадфорд) — английский футболист, выступавший на позициях защитника и полузащитника. Всю свою короткую профессиональную карьеру провёл в клубе «Манчестер Юнайтед».

## Биография
Уроженец Брадфорда (графство Йоркшир), в июне 1984 года Гилл присоединился к футбольной академии «Манчестер Юнайтед» в качестве любителя, а в марте 1986 года, когда ему исполнилось 18 лет, подписал профессиональный контракт. В основном составе «Юнайтед» дебютировал 3 января 1987 года в матче против «Саутгемптона». Из-за травмы ахиллова сухожилия пропустил оставшуюся часть сезоне 1986/87, весь сезон 1987/88, вернувшись к игре в основном составе только в ноябре 1988 года.
В сезоне 1988/89 провёл за команду 13 матчей и забил 2 гола: первый гол в матче Кубка Англии против «Куинз Парк Рейнджерс» на «Лофтус Роуд» 11 января 1989 года, второй — в матче Первого дивизиона против «Миллуолла» три дня спустя. 27 марта 1989 года в игре Первого дивизиона против «Ноттингем Форест» в столкновении с Брайаном Лозом получил перелом ноги и лодыжки; эта травма завершила профессиональную карьеру 21-летнего футболиста. В 1990 году по совету врачей Гилл объявил о завершении карьеры игрока.
Впоследствии работал тренером, в частности, тренировал юношеские команды «Бристоль Роверс». В марте 1997 года 27-летний Гилл стал ассистентом главного тренера «Бат Сити» Стива Милларда, а также провёл две игры в Конференции, возобновив карьеру игрока после восьми лет отсутствия практики. В сентябре 1997 года покинул команду.